# Coacalco Berriozábal (Mexibús)
Coacalco Berriozábal es una de las 44 estaciones que forman parte de la Línea 2 del Mexibúsdel sistema de BRT Mexibús. Esta se ubica en la Colonia Bosques del Valle del Municipio de Coacalco de Berriozábal, Estado de México.
Esta estación cuenta con servicio Ordinario Mixto y Rosa Ordinario y servicio Mixto Exprés y Rosa Exprés.

## Historia
La segunda línea del sistema fue la tercera en ser inaugurada el 12 de enero de 2015 por el entonces gobernador Eruviel Ávila Villegas (2011 - 2017). Tiene una longitud de 22,3 kilómetros con 44 estaciones en los municipios de Cuautitlán Izcalli, Tultitlán, Coacalco de Berriozabal y Ecatepec de Morelos, es operada por Transcomunicador Mexiquense S.A. de C.V., brinda los servicios ordinario desde la terminal La Quebrada en Cuautitlán Izcalli hasta la terminal las Américas en Ecatepec de Morelos y el exprés de la estación Lechería hasta la estación Ecatepec.

## Información general
El ícono representa el Bulto de Felipe Berriozábal.

## Sitios de interés
- Centro Comercial Cosmopol.
- Centro Comercial Power Center Coacalco.